# Вільянуева-де-лос-Інфантес (Вальядолід)
Вільянуева-де-лос-Інфантес (ісп. Villanueva de los Infantes) — муніципалітет в Іспанії, у складі автономної спільноти Кастилія-і-Леон, у провінції Вальядолід. Населення — 129 осіб (2010).
Муніципалітет розташований на відстані близько 160 км на північний захід від Мадрида, 21 км на схід від Вальядоліда.

## Демографія
Динаміка населення (INE ):